# About You Now (canción de Sugababes)
«About You Now» es una canción del grupo británico Sugababes de su quinto álbum de estudio, Change (2007). Escrito y producido por Dr. Luke junto con Cathy Dennis y Steven Wolf, fue lanzado el 24 de septiembre de 2007 por Island Records como el primer sencillo del álbum, el primero en presentar a Amelle Berrabah en todas las canciones. 
En Reino Unido "About You Now" se convirtió en el sexto sencillo de la banda en llegar a la cima de la UK Singles Chart y pasó cuatro semanas en el número uno. También alcanzó el número uno en Polonia, República Checa, Escocia y Hungría. En Irlanda alcanzó el número dos, en Austria y Alemania llegó al número cuatro.
El vídeoclip de «About You Now» fue dirigido por Marcus Adams y filmado el 24 de agosto de 2007 en el Festival Hall en Waterloo en Londres. El 6 de septiembre hizo su estreno mundial a través de Internet. El video está dedicado al difunto Tim Royes, quien dirigió los videos de los sencillos de 2006 de Sugababes "Red Dress" y "Easy".
La canción también es incluida en el CD de la serie sitcom estadounidense iCarly, y es interpretada por Miranda Cosgrove.

## Posicionamiento en listas
| Lista (2007–2008)                           | Máxima posición |
| ------------------------------------------- | --------------- |
| Alemania (Offizielle Deutsche Charts)       | 4               |
| Alemania (Airplay Chart)                    | 1               |
| Austria (Ö3 Austria Top 40)                 | 4               |
| Bélgica (Valonia) (Ultratip Bubbling Under) | 7               |
| Bélgica (Flandes) (Ultratop 50)             | 28              |
| Croacia (HRT)                               | 3               |
| Dinamarca (Tracklisten)                     | 12              |
| Dinamarca (Airplay danés)                   | 2               |
| Escocia (Scottish Singles Sales Chart)      | 1               |
| Eslovaquia (Rádio Top 100)                  | 2               |
| España (PROMUSICAE)                         | 15              |
| Europa (European Hot 100)                   | 3               |
| Finlandia (OFC)                             | 19              |
| Francia (SNEP)                              | 19              |
| Hungría (Rádiós Top 40)                     | 1               |
| Irlanda (IRMA)                              | 2               |
| Nueva Zelanda (Recorded Music NZ)           | 18              |
| Noruega (VG-lista)                          | 7               |
| Países Bajos (Dutch Top 40)                 | 18              |
| Países Bajos (Mega Single Top 100)          | 16              |
| Polonia (Airplay Chart)                     | 1               |
| Reino Unido (UK Singles Chart)              | 1               |
| Reino Unido (UK R&B Chart)                  | 1               |
| República Checa (Rádio Top 100)             | 1               |
| Suiza (Schweizer Hitparade)                 | 21              |

## Versión de Miranda Cosgrove
La versión de Miranda Cosgrove de "About You Now" fue promocionada como el primer sencillo de su álbum debut del mismo nombre, el 28 de enero de 2009.
Las letras originales fueron ligeramente alteradas para hacerlas más adecuadas para el público más joven de Cosgrove. La versión fue promocionada en Nickelodeon, donde el video musical se reprodujo durante las pausas comerciales.
En Estados Unidos alcanzó el número 47 en el Billboard Hot 100 el 17 de enero de 2009. El 3 de febrero de 2009, Cosgrove lanzó un EP en la iTunes Store, que incluye "About You Now". El Spider Remix del sencillo también se incluyó en el EP.Durante su primera actuación en vivo, Cosgrove interpretó la canción en el Macy's Thanksgiving Day Parade de 2008.
El video musical, dirigido por Bille Woodruff, se estrenó en Nickelodeon el 5 de diciembre de 2008 y cuenta con el actor y cantante mexicano-estadounidense Diego Boneta. Fue uno de los videos más vendidos en iTunes en el momento de su lanzamiento.

## Otras versiones
La versión original interpretada por los Sugababes fue un éxito en todo el Reino Unido y Europa. La popularidad de la canción obligó a muchos artistas de todos los géneros de toda Europa a hacer sus propias versiones. A continuación se muestra una lista de algunas de las más notables.
- Rachel Tucker interpretó esta canción en la primera semana de shows en vivo, en I'd Do Anything de BBC1.
- The Saw Doctors hicieron una versión de esta canción en The Podge and Rodge Show el 12 de febrero de 2008. Lanzado como un sencillo benéfico, con las ganancias donadas a organizaciones benéficas de fibrosis quística, alcanzó la cima de la lista de sencillos irlandesa en octubre de 2008.
- The Courteeners interpretaron una versión acústica durante una sesión de BBC Radio 1 Live Lounge. La canción fue lanzada más tarde en el CD sencillo de su canción "No You Didn't, No You Don't".
- Una versión de esta canción es el primer sencillo del álbum de Timo Räisänen ...And Then There Was Timo en 2008.
- Snow Patrol ha interpretado una versión de esta canción en las Little Noise Sessions de Mencap, en vivo en la Union Chapel el 25 de noviembre de 2007.  La grabación fue lanzada oficialmente en la compilación de 2009 Up to Now.
- N-Dubz hizo una versión de la canción en su gira Uncle B. Fue en un popurrí con "With You" de Chris Brown.
- The Twins, Nicola y Francine hicieron una versión de la canción durante la ronda semifinal de Eurovisión: Your Country Needs You, mientras competían para representar al Reino Unido en el Festival de la Canción de Eurovisión 2009. Posteriormente, Jade Ewen, que saltó al estrellato con la misma serie, se uniría a las Sugababes a finales de 2009.
- En 2011, Kim Wilde hizo una versión de la canción para su nuevo álbum Snapshots.
- En 2014, la banda escocesa de folk-rock Skipinnish incluyó una versión de la canción en su álbum Western Ocean
- En 2015, Shayne Ward hizo una versión de la canción para su álbum, Closer
- En 2024, la banda austriaca Manic Youth hizo una versión de la canción y la lanzó como sencillo.